# Desmopachria seminola
Desmopachria seminola är en skalbaggsart som beskrevs av Young 1951. Desmopachria seminola ingår i släktet Desmopachria och familjen dykare. Inga underarter finns listade i Catalogue of Life.